# Lord Pretty Flacko Jodye 2 (LPFJ2)
Lord Pretty Flacko Jodye 2 (LPFJ2) è un singolo del rapper statunitense ASAP Rocky, pubblicato il 7 gennaio 2015 come primo estratto dal secondo album in studio At. Long. Last. ASAP.
Il brano ha raggiunto la posizione numero 1 nella Bubbling Under Hot 100 e la numero 37 nella Hot R&B/Hip-Hop Songs.

## Video musicale
Il video musicale è stato pubblicato l'11 febbraio 2015 sul canale YouTube di ASAP Rocky.